# Костін Микола Федорович
Микола Федорович Костін (1 жовтня 1939 , Q21668029?, Тамбовська область  — 22 березня 2021 , Вінниця, Україна ) — український радянський господарський діяч, мер Вінниці в 1991—1992 роках.

## Життєпис
Народився 1939 року в селянській сім'ї в селі Арбенівка Мучкапського району Тамбовської області РРФСР (нині — Російська Федерація). 1954 року закінчив місцеву 7-річну школу. Переїхав до Києва, де навчався у професійно-технічному училищі та у 1958 році отримав спеціальність техніка-механіка.
У 1962 році вступив до Дніпропетровського хіміко-технологічного інституту, але пізніше був переведений до Вінницької філії КПІ. Також навчався у політехнічному інституті у Харкові. Повну вищу освіту здобув у 1978 році на факультеті економіки Київського торговельно-економічного інституту, за фахом економіст.
1958 року був направлений до Вінниці, де почав працювати на Вінницькому цегельному заводі № 22-23 майстром. У 1958—1961 роках служив у лавах радянської армії. Почергово працював слюсарем, інженером на різних підприємствах Вінниці, зокрема Вінницькому заводі радіотехнічного обладнання.
Був інженером-технологом, заступником генерального директора регіонального виробничого об'єднання будівельних матеріалів. З липня 1982 року — голова виконавчого комітету Ленінської районної ради народних депутатів Вінниці, згодом перший секретар Ленінського району (1989).
У січні 1991 року обійняв посаду мера Вінниці. Обрався демократично загальним голосуванням мешканців. У червні 1991 року від імені міста підписав офіційну угоду з британським містом Пітерборо, яке стало містом-побратимом Вінниці.
За станом здоров'я у травні 1992 року добровільно склав повноваження мера. Згодом обирався депутатом Вінницької міської ради вісім скликань.
У період 1992—2000 років був першим керівником нещодавно створеного Вінницького обласного відділення пенсійного фонду України .
Микола Костін був нагороджений низкою державних та міських нагород, включаючи медалі «За трудову доблесть» (1971), «Ветеран праці» (1984), «За значний внесок у розвиток міста» (2009) та почесний знак мера (2019).
Вінниця стала рідним містом для Миколи Костіна. 1962 року він одружився, у подружжя Миколи Федоровича та Лідії Григорівни народився син Ігор, у майбутньому — військовик, а 1969 року — донька Ірина — вчителька. Згодом родина поповнилася п'ятьма онуками.
У молоді роки Костін був активним учасником ігор КВК у Вінниці та автором низки поетичних творів, зокрема гімну футбольної команди «Нива» (Вінниця) . На пенсії став літератором, писав вірші.
22 березня 2021 року помер у Вінниці на 82-му році життя від ускладнень, викликаних захворюванням на коронавірус .